# 曾力群
曾力群（1964年6月—），汉族。中华人民共和国政治人物，第十三届全国人民代表大会台湾地区代表，中国国民党革命委员会党员。

## 生平
2018年2月24日，当选为第十三届全国人大代表。据海峡之声报道，曾力群是第三代台胞，高雄是她的祖籍。此前，曾力群在遵义市选区被选为第十二届贵州省人大代表，后来当选第十二届贵州省人大常委。2018年，她当选第十三届贵州省人大常委。